# Pycnodermina tenuis
Pycnodermina tenuis är en svampart som beskrevs av Petr. 1954. Pycnodermina tenuis ingår i släktet Pycnodermina och familjen Cookellaceae.   Inga underarter finns listade i Catalogue of Life.